# Найда Анатолій Іванович
Найда Анатолій Іванович (нар. 4 лютого 1965, Київ, СРСР) — український хокеїст, нападник. Захищав кольори національної збірної України.

## Ігрова кар'єра
Вихованець хокейної школи ХК «Сокіл». Виступав за «Сокіл» (Київ), ШВСМ (Київ), СКА МВО (Калінін), клуби АХЛ, а також чеські клуби Славія (Прага) та ХК «Пльзень». У складі київського «Сокола» став фіналістом Кубка Шпенглера 1986 року. У чемпіонаті СРСР провів 217 матчів, закинув 52 шайби, зробив 39 результативних передач.
1993 року національна збірна України дебютувала на чемпіонаті світу (група «С»), Анатолій Найда був одним з гравців першого складу. Також брав участь у турнірах 1995 і 1997 років. Всього на світових першостях провів 16 ігор (9 закинутих шайб плюс 6 результативних передач).

## Тренерська кар'єра
З 2003 по 2005 роки тренував юніорську збірну України. З 2005 по 2011 з перервами головний тренер молодіжної збірної України. У 2004 — 2006 роках входив до тренерського штабу національної збірної України, у сезоні 2011—12 генеральний менеджер національної збірної.

## Статистика
Статистика виступів у київських клубах чемпіонату СРСР.
| Сезон                    | Команда                  | Ліга                     | І   | Г  | П  | 0  | Штр |
| ------------------------ | ------------------------ | ------------------------ | --- | -- | -- | -- | --- |
| 1981/82                  | «Сокіл» (Київ)           | вища                     | 9   | 1  | 1  | 2  | 2   |
| 1983/84                  | ШВСМ Київ                | 2 ліга                   | 10  | 0  | 0  | 0  | 0   |
| 1986/87                  | «Сокіл» (Київ)           | вища                     | 16  | 0  | 0  | 0  | 8   |
| 1986/87                  | ШВСМ Київ                | 2 ліга                   | 24  | 13 | 5  | 18 | 12  |
| 1987/88                  | «Сокіл» (Київ)           | вища                     | 27  | 13 | 7  | 20 | 8   |
| 1987/88                  | ШВСМ Київ                | 2 ліга                   | 22  | 15 | 4  | 19 | 6   |
| 1988/89                  | «Сокіл» (Київ)           | вища                     | 43  | 13 | 8  | 21 | 12  |
| 1989/90                  | «Сокіл» (Київ)           | вища                     | 48  | 5  | 7  | 12 | 16  |
| 1990/91                  | «Сокіл» (Київ)           | вища                     | 44  | 14 | 10 | 24 | 13  |
| 1991/92                  | «Сокіл» (Київ)           | СНД                      | 30  | 6  | 6  | 12 | 10  |
| Усього у вищій лізі СРСР | Усього у вищій лізі СРСР | Усього у вищій лізі СРСР | 217 | 52 | 39 | 91 | 69  |